# أنطوان دي فافراي

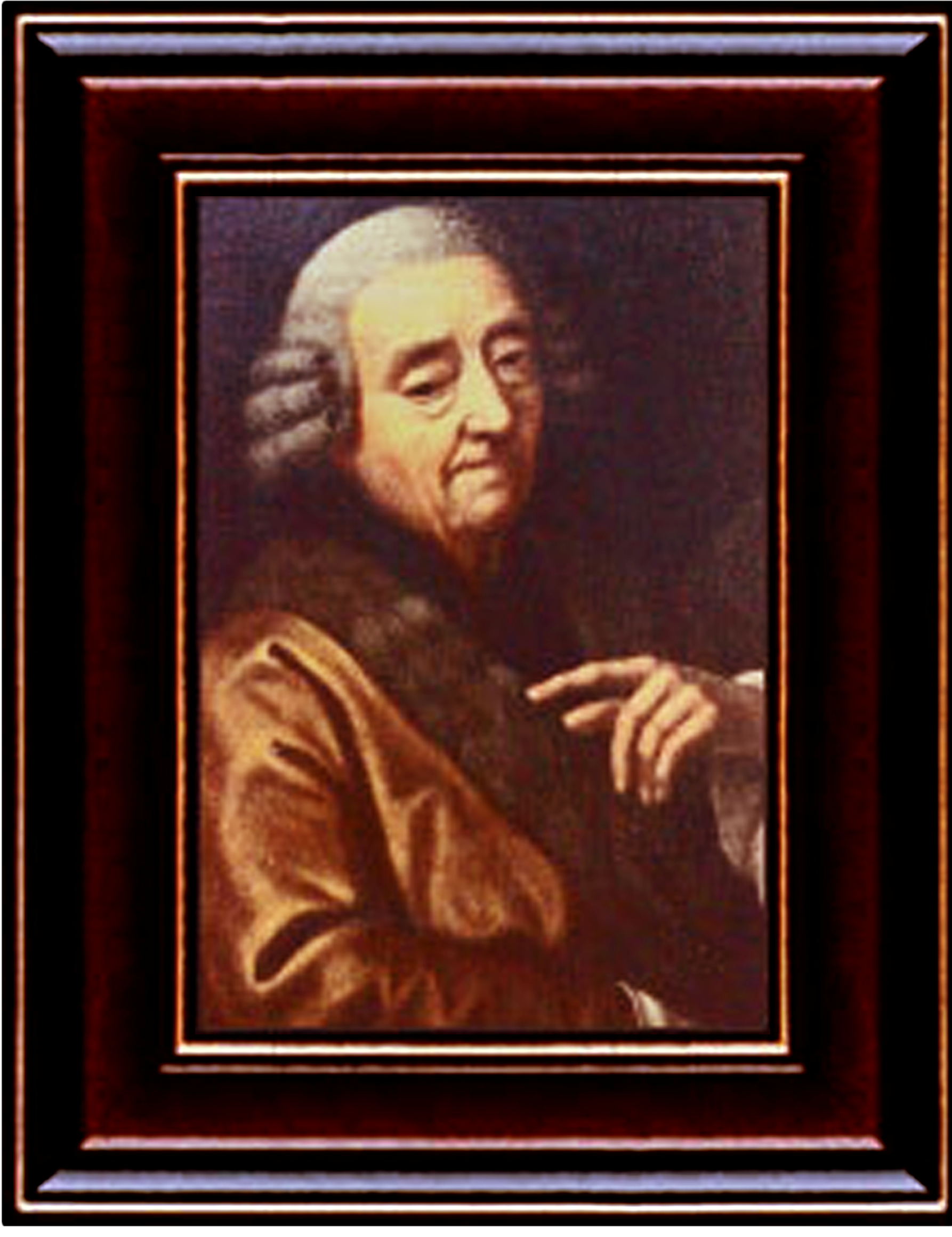

أنطوان دي فافراي (بالفرنسية: Antoine Favray)‏ (8 سبتمبر 1706-9 فبراير 1798 في مالطا) هو رسام فرنسي، وهو معروف بلوحاته عن شخصيات الدولة العثمانية ومالطا.

## معرض صور

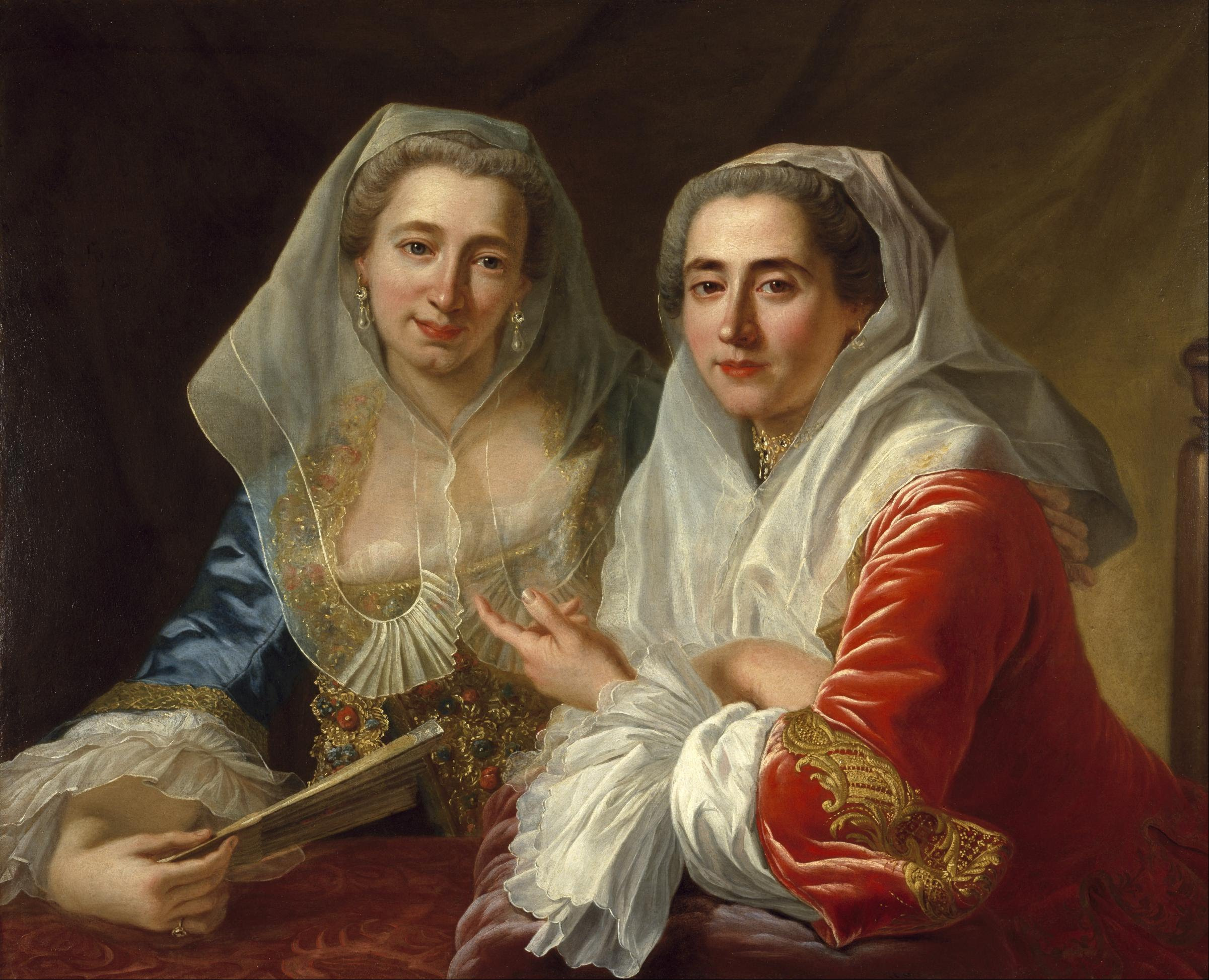
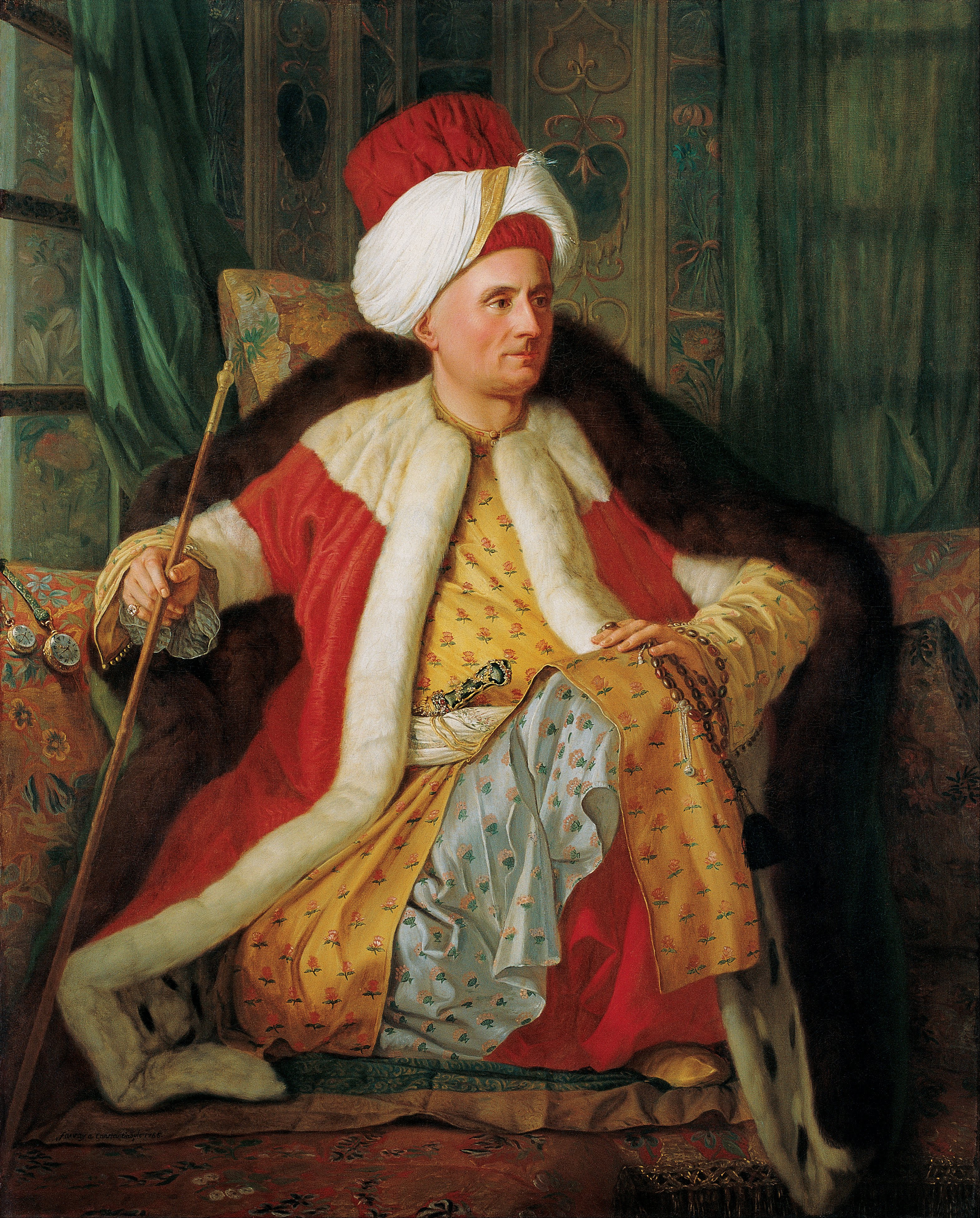
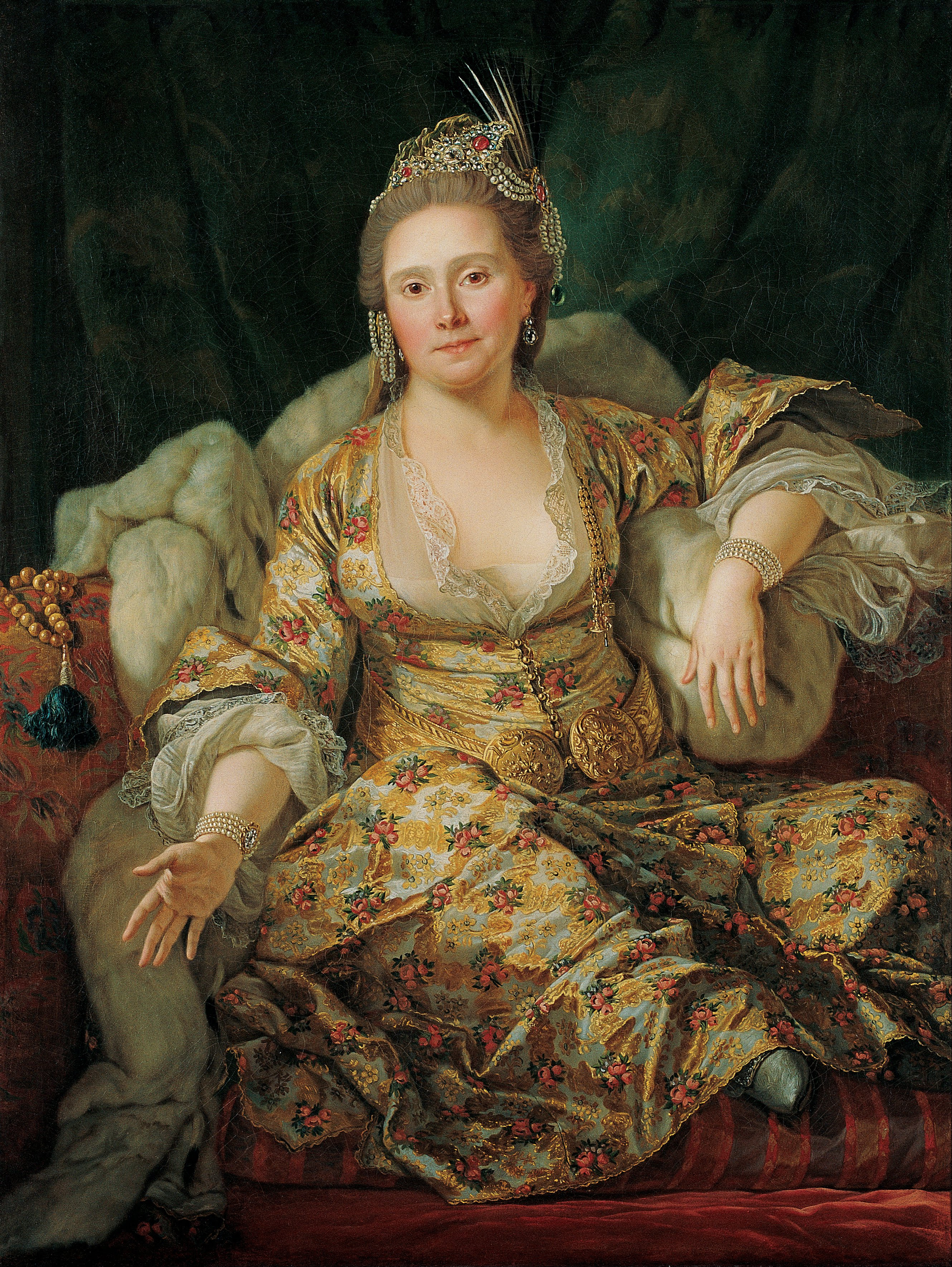
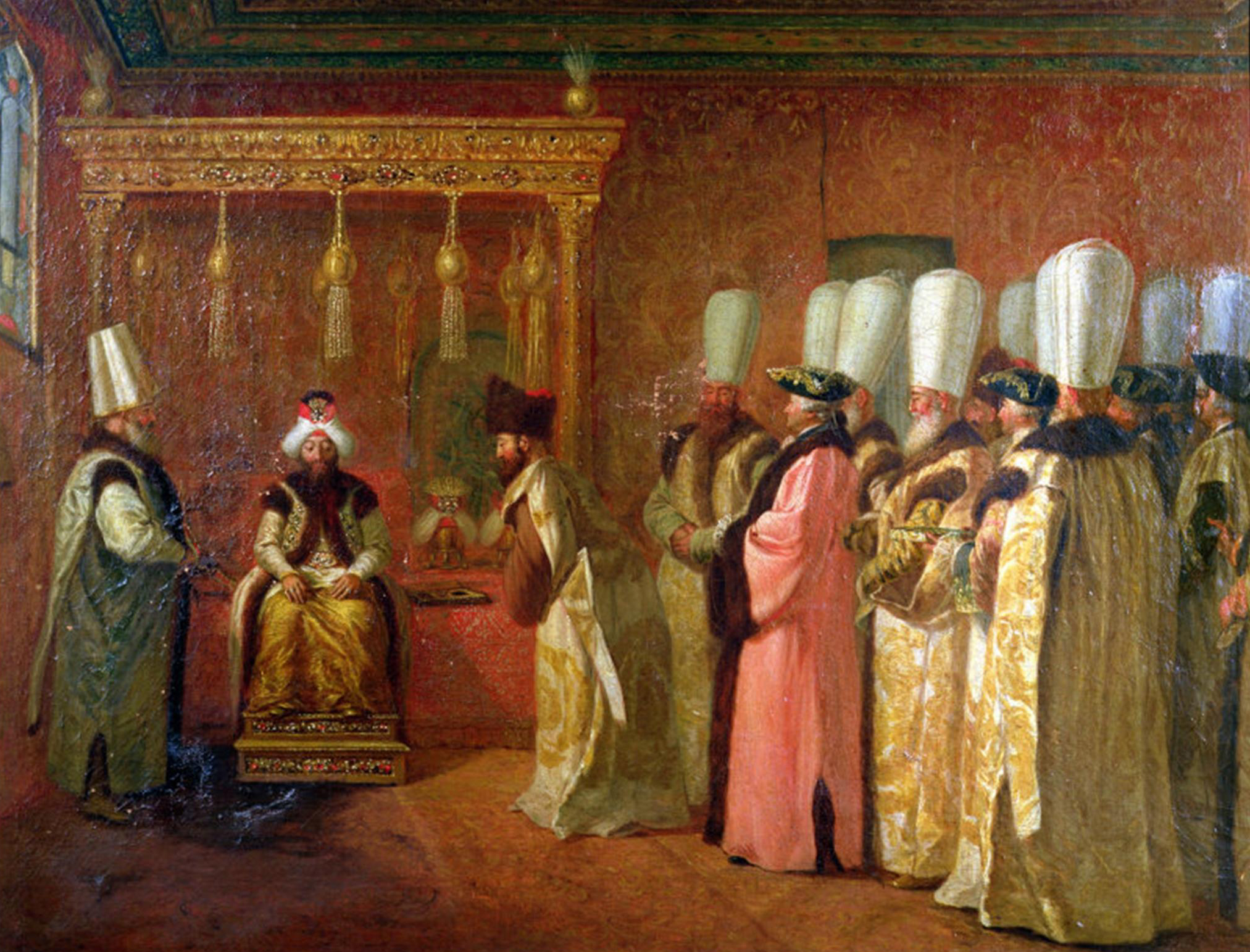